# Jacamar carablanc
El jacamar carablanc (Brachygalba albogularis) és una espècie d'ocell de la família dels galbúlids (Galbulidae) que boscos de ribera a la llarga de la frontera de l'est del Perú, nord de Bolívia i oest amazònic del Brasil.